# همیلتون کمپ
همیلتون کمپ (انگلیسی: Hamilton Camp؛ ۳۰ اکتبر ۱۹۳۴ – ۲ اکتبر ۲۰۰۵) بازیگر اهل ایالات متحده آمریکا بود.
از فیلم‌ها یا برنامه‌های تلویزیونی که وی در آن نقش داشته است می‌توان به جو دِرْت، بهشت می‌تواند صبر کند و بدون عشق‌بازی کوچک اشاره کرد.